# Wilhelm Hecker
Wilhelm Hecker (* 25. April 1952 in Ahrweiler), ehemaliger Staatssekretär des Bundesministerium für Arbeit und Soziales, war Geschäftsführer des Herz- und Diabeteszentrum Nordrhein-Westfalen, Bad Oeynhausen, Universitätsklinik der Ruhr-Universität Bochum. Seit dem 1. April 2015 ist Wilhelm Hecker Geschäftsführer der HCON GmbH. Er ist Mitglied der CDU.

## Leben
Hecker studierte ab 1970 Mathematik und Informatik an der Universität Bonn. Er schloss sein Studium im Dezember 1975 mit dem Diplomexamen ab. Nach einer Tätigkeit als Mathematiklehrer war Wilhelm Hecker von September 1976 bis Dezember 1977 als Systemanalytiker beim Bundesverwaltungsamt angestellt, bevor er 1978 in das Bundesministerium für Arbeit und Soziales wechselte. Dort war er 20 Jahre in verschiedenen Positionen tätig, zuletzt war er dort von Norbert Blüm zum Staatssekretär berufen worden.
Nach einer zweijährigen Tätigkeit als Unternehmensberater sowie als Vorsitzender des Vorstands der Marseille Kliniken AG von September 2000 bis September 2002 leitete Hecker bis März 2010 als Geschäftsführer die Kliniken der Stadt Köln gGmbH.
Vom 1. April 2010 bis zum 31. März 2015 war er Geschäftsführer des Herz- und Diabeteszentrum Nordrhein-Westfalen. Bis zu seinem Ausscheiden war Wilhelm Hecker unter anderem Mitglied des Vorstands der nordrhein-westfälischen Vereinigung kommunaler Arbeitgeberverbände (VKA), Mitglied des Gruppenausschusses der VKA für Krankenhäuser und Pflegeeinrichtungen und Mitglied des Kuratoriums der Ronald McDonald’s Kinderhilfe Stiftung. Wilhelm Hecker ist Schatzmeister der Karl-Arnold-Stiftung e.V., stellv. Vorsitzender der ProCurand GmbH&Co. KGaA und der ProCurand Immobilien GmbH, Mitglied des Vorstands des Vereins Health Care Region Rheinland. Wilhelm Hecker ist verheiratet und hat drei Kinder.